# 光真寺
光真寺（こうしんじ）は、栃木県大田原市にある曹洞宗の寺院である。大田原氏の菩提寺として知られている。

## 歴史
開基は戦国武将である大田原資清。開山は資清の兄で長興寺の三代目住職であった體翁麟道大和尚。後に明治にかけて代々の大田原藩主として一帯を統治し大田原市の地名としてその名を残した大田原氏一族の菩提寺として、1545年（天文14年）に創建された。光真寺という寺号は資清の父母の戒名から一文字ずつを取って命名されたと言われている。境内の本堂西側には大田原氏の歴代大田原城主およびその妻子を祀った霊廟（大田原氏墓所）があり、この霊廟は1965年（昭和40年）に大田原市指定の文化財（史跡）に指定されている。
大田原城址から程近く、現在の大田原市の市街地中心からもあまり離れていない。かつては500石という法外な寺領が与えられるなど、大田原藩から手厚く保護されていた。表側中央の門（大門）は江戸時代中期に大田原城の門を移設され、その後1825年（文政8年）に焼失したものを再建したもので、屋根の上部には大田原氏が用いた家紋のひとつである朧月紋が刻まれている。門の付近には、江戸時代に大田原藩によって大田原城付近まで延長され飲料水に用いられた蟇沼用水の用水路が通過している。
本堂の裏手には龍体山（または光龍台）と呼ばれる丘があり、ここから大田原市の市街や大田原城址を一望することができる。かつて大田原氏墓所はこの丘に立地していたが、墓所の風化や損壊を防ぐため1940年（昭和15年）に現在の場所に移設された。龍体山を挟んだ反対側は蛇尾川の下流域となっている。
毎年2月3日には節分会が、2月および7月の23、24日には春秋地蔵尊例大祭が行われ、その際には関東各地からも参拝客が訪れる。このうち2月の地蔵尊春大縁日には歴代藩主の供養が執り行われ、その際にはかつて大田原城の完成を祝う宴会の余興として披露され、周辺一帯の一部地域でも伝統芸能として伝わっている「城鍬舞」が奉納される。

## 交通アクセス
- 西那須野駅より車で15分[11]。
- 山の手バス停より徒歩3分[9]。
- トコトコ大田原前バス停より徒歩6分

## 画像

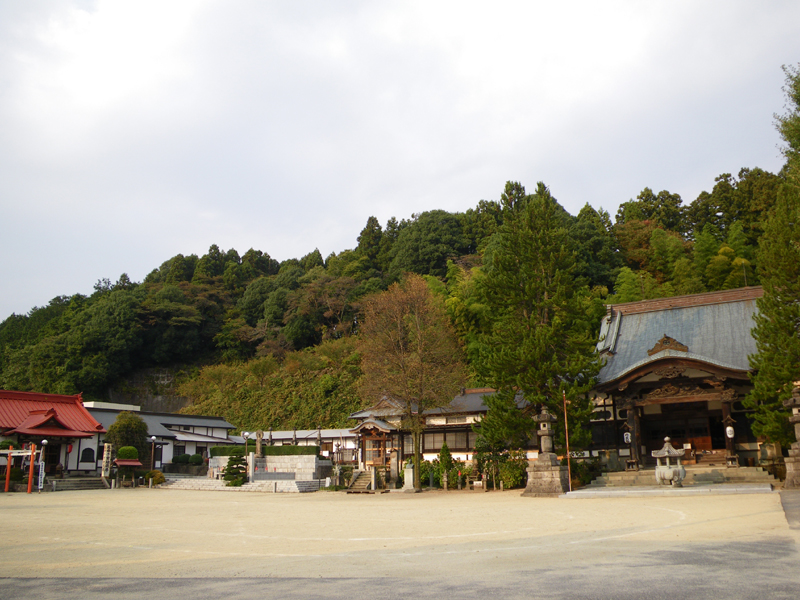
光真寺境内。
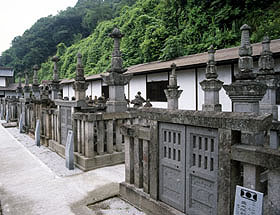
大田原氏墓所。市指定文化財。
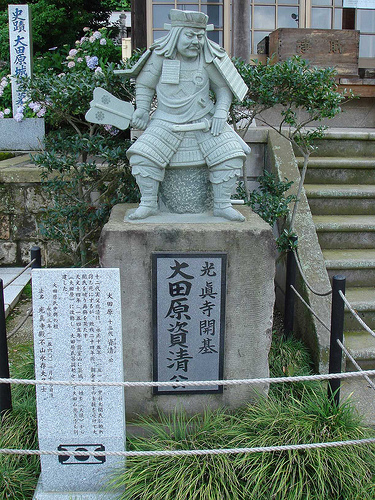
境内の大田原資清像。
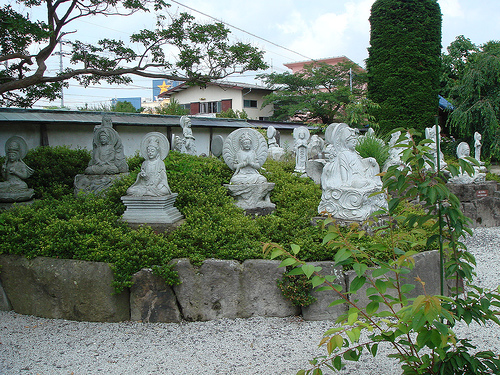
境内の三十三観音。